# Anoplotettix horvathi
Anoplotettix horvathi är en insektsart som beskrevs av Metcalf 1955. Anoplotettix horvathi ingår i släktet Anoplotettix och familjen dvärgstritar. Inga underarter finns listade i Catalogue of Life.